# Jetix (Francia)
Jetix è stato un canale televisivo francese a pagamento disponibile dal 2004 al 2009.

## Storia
Sostituendo Fox Kids, il canale è stato ufficialmente ribattezzato Jetix intorno al 2005. Era disponibile anche a Monaco, in Belgio, Lussemburgo e Svizzera. In Francia inizia le regolari trasmissioni il 28 agosto 2004, ma a seguito alla vendita di Jetix Europe a Disney formalizzata nel 2008, il 12 febbraio 2009, è stata annunciata per il 1º aprile successivo la ridenominazione del canale in Disney XD. Il canale era trasmesso su Canalsat e Numericable in Francia e da ADSL su BeTV e Belgacom TV in Belgio.